# Albert Deberly
Albert Deberly, né le 31 mai 1844 à Amiens (Somme), où il est mort le 8 juin 1888, est un homme politique et écrivain français.

## Biographie
Il est issu de la vieille bourgeoisie amiénoise. Son père, Albert Deberly, a été adjoint au maire d'Amiens. 
Avocat à Amiens, membre de l'Académie d'Amiens, il est député centre-droit de la Somme du 4 octobre 1885 au 8 juin 1888. Il fait partie des députés qui créèrent le groupe de la Droite républicaine, dirigée par Edgar Raoul-Duval.
Le 28 septembre 1873, il est un des compagnons de Jules Verne lors de son ascension à bord du ballon Le Météore d'Eugène Godard. Jules Verne le cite d’ailleurs dans son récit Vingt-quatre minutes en ballon.
Il est le père de l'écrivain Henri Deberly, prix Goncourt en 1926 . 

## Publications
- 1864 : Traité de la servitude volontaire ou le Contr'un
- 1864 : Étude sur Étienne de La Boëtie
- 1878 : Les Jeux de l'enfance, illustrations par Gédéon Baril
- 1887 : Discours prononcé à la Chambre des députés